# Филип Джиан
Филип Джиан (на френски: Philippe Djian) е популярен френски писател на романи за съвременното поколение.

## Биография и творчество
Филип Джиан е роден на 6 юни 1949 г. в Париж, Франция, и е от арменски произход. Баща му е аранжор на витрини, а майка му домакиня. Той е най-големият от трима братя. Израства в столицата. На 6 години постъпва в лицея „Turgot“. На 14 години се сприятелява с новопристигналия в лицея Жером Екуир, който му предава страстта си към музиката и литературата. Заедно четат Селин и Фокнър, Бодлер и Рембо, заедно пишат помежду си. На 16 години се мести в апартамента на камериерката и започва нощен живот сред секс, алкохол и нощен живот.
През 1967 г. Филип Джиан, заедно с Жером Екуир, заминава за четири месеца за Съединените щати, където се записва за кратко в училище по журналистика, след което отиват в Колумбия. Там работят на различни временни работи – докер, продавач, редактор, и др. Пишат статии за вестници, по поръчка за събиране на „истории, събрани от проститутки, полицаи и хора в общността“, които намират по-късно място в разказа му „50 contre 1“.
Военната служба прекъсва тясната връзка между Филип и Жером. Тя е ограничена поради открита глухота в дясното му ухо. На 25 години се запознава с бъдещата си съпруга Ан-Мари, която е художник, и се установяват в Корбиери, където се ражда синът му Луи.
Във Франция Джиан също работи на различни временни места. Докато е на нощна служба за събиране на пътни такси в Ла Ферте-Бернар, той започва да пише, ползвайки пишеща машина, дадена му от приятел. Първото му произведение е разказът „50 contre 1“, който се харесва на Кристиан Барош, член на литературно жури. Разказът не е приет, но Барош го препоръчва на Бернар Баро, който току-що е открил своя собствена издателска къща, и той е публикуван през 1981 г.
През 1981 г. Филип вече живее във Фиту заедно със съпругата си. Продължаващ с намерените временни работи и подпомаган от брат си той пише първите си романи „Bleu comme l'enfer“ (Синьо като ада, 1983) и „Zone érogène“ (Ерогенни зони, 1984). Те не намират прием сред читателите поради новаторския подход в тях, но са приети добре от критиката. По това време се запознава с швейцарския певец Стефан Ейшер и пише текстове за негови песни.
През 1982 г. се ражда дъщеря му Клара, а през 1985 г. семейството му се мести в къща в Биариц, където пише следващите два романа. Успехът му като писател идва през 1985 г. с романа „37,2 сутринта“ и неговата екранизация през следващата година.
През 1989 г. семейството се мести в САЩ, в Мартас Винярд, на малък остров край Бостън, като първо живее в хотел, а после наема къща. Тук той написва „Crocodiles“, завършва „Échine“ и „Навън към себе си“.
Верен на своя свободен дух Джиан се мести през 1991 г. във Флоренция, Италия, където авторът пише „Sotos“. В следващите години настъпва важна промяна в живота му. Джиан пътува до Париж, тъй като издателската къща на Бернар Баро фалира и е продадена на „Фламарион“, с която той отказва да подпише договор.
Завръща се във Франция през 1994 г. и се установява в Бордо. Там написва своята трилогия (Assassins, 1994; Criminels, 1997; Sainte Bob, 1998).
През 2000 г. се мести отново в Лозана. Там пише „Vers chez les blancs“, като заглавието е взето „назаем“ от пътепоказател, паднал по време на снежна буря.
След пет години в Швейцария, Джиан се връща в Париж, родния му град, където писателят в живее в дом, собственост на Ватикана, и там пише следващите си романи от серията „Doggy bag“, вдъхновена от американски сериали като „Семейство Сопрано“.
През 2009 г. Джиан получава наградата „Жан Фростие“ за романа „Incidences“, а през 2012 г. печели наградата „Ентралие“ за романа „О ...“, който през 2016 година е филмиран от Пол Верховен като „Тя“.
Възхваляван и оспорван от френската критика, Филип Джиан е „настолният“ писател на поколението, съзряло след бурните 60-те и 70-те, смятано от мнозина за наследник на бийт-културата. Книгите му са преведени на повече от 20 езика в много страни от света.

## Произведения

### Самостоятелни романи
- Bleu comme l'enfer (1983)
- Zone érogène (1984)
- 37˚2 le matin (1985)
37,2 сутринта : Бети Блу, изд. „Медиум 999-Колибри“ (1992), прев. Асен Зидаров
- Maudit manège (1986) – продължение на „37,2 сутринта“
Проклета въртележка, изд.: ИК „Колибри“, София (2005), прев. Иво Христов
- Échine (1989)
- Lent dehors (1991)
Навън към себе си, изд.: ИК „Колибри“, София (2002), прев. Максим Благоев
- Sotos (1993)
- Vers chez les blancs (2000)
- Ça c'est un baiser (2002)
- Frictions (2003)
- Oh... (2012) – награда „Ентралие“
„Ох...“, изд.: ИК „Колибри“, София (2016), прев. Красимир Петров
- Love Song (2013)
- Chéri-Chéri (2014)
- Dispersez-vous, ralliez-vous ! (2016)
- Marlène, Paris (2017)
- A l'aube, Paris (2018)
- Les Inéquitables (2019)

### Серия „Асасини“ (Assassins)
1. Assassins (1994)
2. Criminels (1997)
3. Sainte Bob (1998)

### Серия „Доги баг“ (Doggy bag)
1. Doggy bag, saison 1 (2005)
2. Doggy bag, saison 2 (2006)
3. Doggy bag, saison 3 (2006)
4. Doggy bag, saison 4 (2007)
5. Doggy bag, saison 5 (2007)
6. Doggy bag, saison 6 (2008)

### Серия „Нечистота (Impuretés)
1. Impuretés (2005)
Нечистота, изд.: ИК „Колибри“, София (2007), прев. Росица Ташева
2. Impardonnables (2009)
3. Incidences (2010)

### Разкази
- 50 contre 1 (1981)
- Crocodiles (1989)
- Lorsque Lou (1992)
- Contes de Noël (1996)
- Mise en bouche (2003)

### Екранизации
- 1986 Bleu comme l'enfer, филм по романа
- 1986 Betty Blue, филм по романа „37,2 сутринта“
- 2004 Ne fais pas ça!, съавтор на сценария за филма
- 2011 Unforgivable, филм по романа „Impardonnables“
- 2012 Krokodil, ТВ филм по новелата
- 2016 Тя, Elle – по романа „О...“